# Misión blanca
Misión blanca es una película dramática española de 1946 dirigida por Juan de Orduña y protagonizada por Manuel Luna, Jorge Mistral y Fernando Rey. La película estuvo filmada  en Guinea española y en un estudio español. Los decorados de la película estuvieron diseñados por Sigfrido Burmann y Francisco Canet.

## Sinopsis
La película retrata una misión religiosa en Guinea durante los últimos años del Imperio español.
Un misionero recién llegado que quiere ayudar a la población local observa como un amargado español (Manuel Luna) desprecia a los indígenas, sin sospechar que se trata de un criminal huido de la justicia española.

## Reparto
- Ricardo Acero es Padre Mauricio.
- Gabriel Algara es Jiménez.
- Marianela Barandalla es Diana.
- Elva de Bethancourt es Souka.
- Juan Espantaleón es Cesáreo Urgoiti.
- Manuel Luna es Brisco.
- Arturo Marín es Padre Daniel.
- Jorge Mistral es Minoa.
- Nicolás Perchicot es Padre Suárez.
- Julio Peña es Padre Javier.
- Fernando Rey es Carlos .
- José Miguel Rupert es Padre de Souka.
- Jesús Tordesillas es Padre Urcola.

## Premios
Segunda edición de las Medallas del Círculo de Escritores Cinematográficos
| Categoría       | Nominados   | Resultado |
| --------------- | ----------- | --------- |
| Premio especial | Manuel Luna | Ganador   |